# Meliscaeva kusuma
Meliscaeva kusuma är en tvåvingeart som beskrevs av Ghorpade 1994. Meliscaeva kusuma ingår i släktet flickblomflugor, och familjen blomflugor. Inga underarter finns listade i Catalogue of Life.